# Leucania petulans
Leucania petulans là một loài bướm đêm trong họ Noctuidae.